# Aire
Aire er en flod i England.